# Mikuláš Kroupa
Mikuláš Kroupa (* 12. srpna 1975 Praha) je český novinář, spolupracovník Českého rozhlasu, ředitel o. p. s. Post Bellum a vedoucí projektu Paměť národa, Ashoka Fellow.

## Život
Mikuláš Kroupa se narodil v rodině disidenta Daniela Kroupy v roce 1975. Vystudoval Vyšší odbornou školu publicistiky a roku 1997 začal působit v rozhlasové publicistice: nejdříve spolupracoval s Českým rozhlasem, krátce působil v české redakci BBC World Service před jejím uzavřením v únoru 2006 a příležitostně publikuje například v Hospodářských novinách, Lidových novinách nebo na Aktuálně.cz. Od roku 2006 působí jako spolupracovník Českého rozhlasu. Na stanici Rádia Česko, kde s Adamem Drdou připravovali cyklus Příběhy 20. století. Za svůj pořad Únor 1948 jako vláda StB získal roku 2008 zvláštní uznání Prix Bohemia Radio. Kroupův dokumentární cyklus od března 2013, po zániku Rádia Česko, pokračuje na stanici Český rozhlas Plus, v repríze jednotlivé díly vysílá Radiožurnál.
Roku 2001 Kroupa založil občanské sdružení Post Bellum, které dokumentuje vzpomínky pamětníků významných událostí českých poválečných dějin, využívané v Příbězích 20. století, a stal se jeho ředitelem. Roku 2008 se podílel na vytvoření mezinárodního internetového projektu Paměť národa.
Pod Kroupovým vedením získal tento projekt roku 2009 cenu Inforum jakožto nejlepší informační počin roku a druhé místo v anketě Křišťálová Lupa v kategorii Projekt roku.
V roce 2025 obdržel medaili Karla Kramáře za přínos v oblasti národní a alianční bezpečnosti, kterou mu udělil premiér Petr Fiala.

## Knihy
- 2008 – Kruté století / Příběhy 20. století (s Adamem Drdou), Radioservis, ISBN 978-80-86212-85-2
- 2009 – V komunismu jsme žít nechtěli : další kapitoly z rozhlasového pořadu Příběhy 20. století (s Adamem Drdou), Radioservis, ISBN 978-80-86212-65-4
- 2014 – Neznámí hrdinové - řekli ďáblovi "NE", (s Adamem Drdou), Česká televize a Albatros Media, ISBN 978-80-7448-042-3
- 2015 – Neznámí hrdinové - O české statečnosti (s Adamem Drdou), Česká televize a Albatros Media, ISBN 978-80-7404-163-1, ISBN 978-80-7448-049-2